# Siarczan amonu glinu
Siarczan amonu glinu (nazwa Stocka: siarczan(VI) amonu glinu), AlNH
4(SO
4)
2 – nieorganiczny związek chemiczny z grupy siarczanów, sól podwójna glinowa i amonowa kwasu siarkowego. Występuje jako dodekahydrat, AlNH
4(SO
4)
2·12H
2O. Jest stosowany do uzdatniania wody, w klejach pochodzenia roślinnego, w cemencie porcelanowym, w dezodorantach oraz garbarstwie, farbiarstwie i przy wyrobie ognioodpornych tekstyliów.